# Dzwonnica w Konopnicy
Dzwonnica w Konopnicy – dzwonnica murowana, typu campanila, z kamienia wapiennego, częściowo z cegły, znajdująca się w Konopnicy. Źródła jako datę powstania dzwonnicy podają rok 1781. Mieści się ona na niewielkim wzniesieniu porośniętym dzisiaj starymi lipami, za plebanią parafii Wniebowzięcia NMP i Św. Katarzyny Aleksandryjskiej w Konopnicy. Wcześniej na tym terenie znajdował się cmentarz. Obok niej dostrzec można jeszcze ostatnie ślady fundamentów murowanego kościoła z XVII wieku, będącego kontynuacją wcześniejszej budowli drewnianej z ok. 1400 roku. Po wybudowaniu w 1905 roku przy drodze Lublin-Kraśnik nowego kościoła o dzwonnicy prawie zapomniano. Obecnie obiekt wymaga całościowej konserwacji, ponieważ podatny na niekorzystny wpływ warunków atmosferycznych z każdym rokiem niszczeje.